# La Sebastiana
La Sebastiana es una de las tres casas —junto con La Chascona en Santiago y la Casa de Isla Negra— que fueron propiedad del poeta chileno Pablo Neruda. Situada en Valparaíso, en el Cerro Bellavista, destaca por la belleza de su construcción y su magnífica vista a la bahía del puerto. Al igual que las otras dos, está convertida en museo administrado por la Fundación Neruda.

## Historia

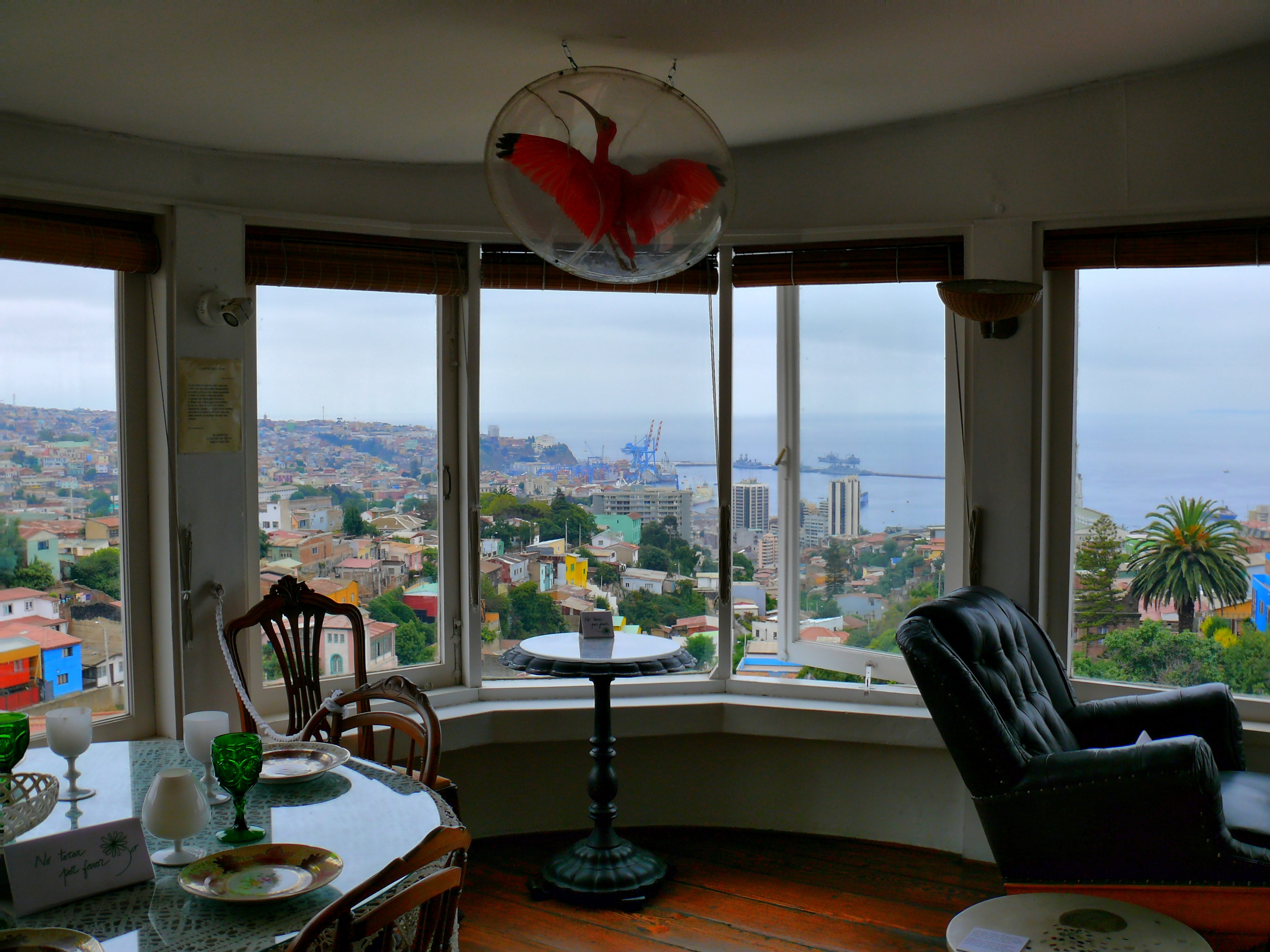
Interior de la casa.

La casa la comenzó a erigir el constructor español Sebastián Collado Mauri (también responsable de la creación del Teatro Mauri), con la intención de pasar allí los últimos años de su vida; sin embargo quedó a medio terminar a causa su muerte. Heredada por su familia, que no sabía qué hacer con ella, fue vendida en 1959 a Neruda. El poeta estaba buscando una casa en Valparaíso "que pareciera flotar en el aire, pero que estuviera bien asentado en la tierra". Neruda se enamoró de ella, pues reunía las condiciones de privacidad y accesibilidad que deseaba. De los cuatro pisos que constituyen La Sebastiana, los dos primeros los adquirió, convencido por Neruda, un matrimonio amigo, Francisco Velasco y María Martner, una artista original a quien Neruda le encargó muchos trabajos para sus casas; ella hizo el mural que se encuentra en la subida de la escalera del primer piso de La Sebastiana, basado en un mapa de la Patagonia que tenía el poeta así como la magnífica chimenea de piedras de Isla Negra.
La casa fue inaugurada el 18 de septiembre de 1961, con una gran fiesta, coincidiendo con el día en que Chile celebra su independencia. Neruda solía pasar los nuevos años en La Sebastiana y allí "recibió su último año de vida, 1973. En cada una de estas celebraciones entregaba una carta con el menú, con nombres inventados para cada plato, que además eran dibujados con su tradicional tinta verde".
Después de la muerte del poeta, en 1973, la casa quedó abandonada durante la dictadura militar del general Augusto Pinochet, hasta 1991, cuando fue restaurada. Al año siguiente, el 1 de enero, abrió sus puertas al público como casa museo y el 5 de enero de 2012 pasó a ser oficialmente Monumento Nacional.

## Características

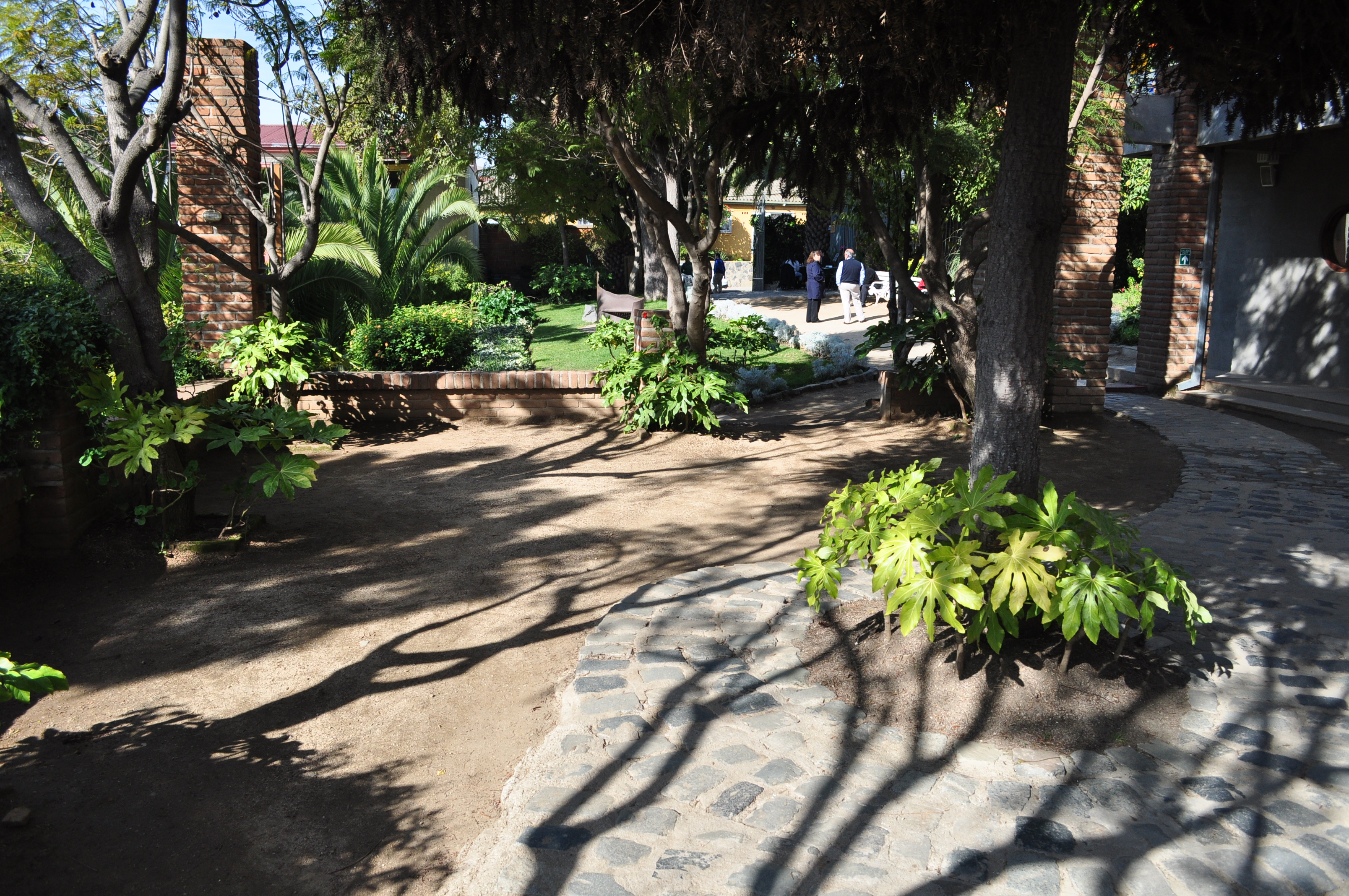
Patio dentro del recinto de la casa.

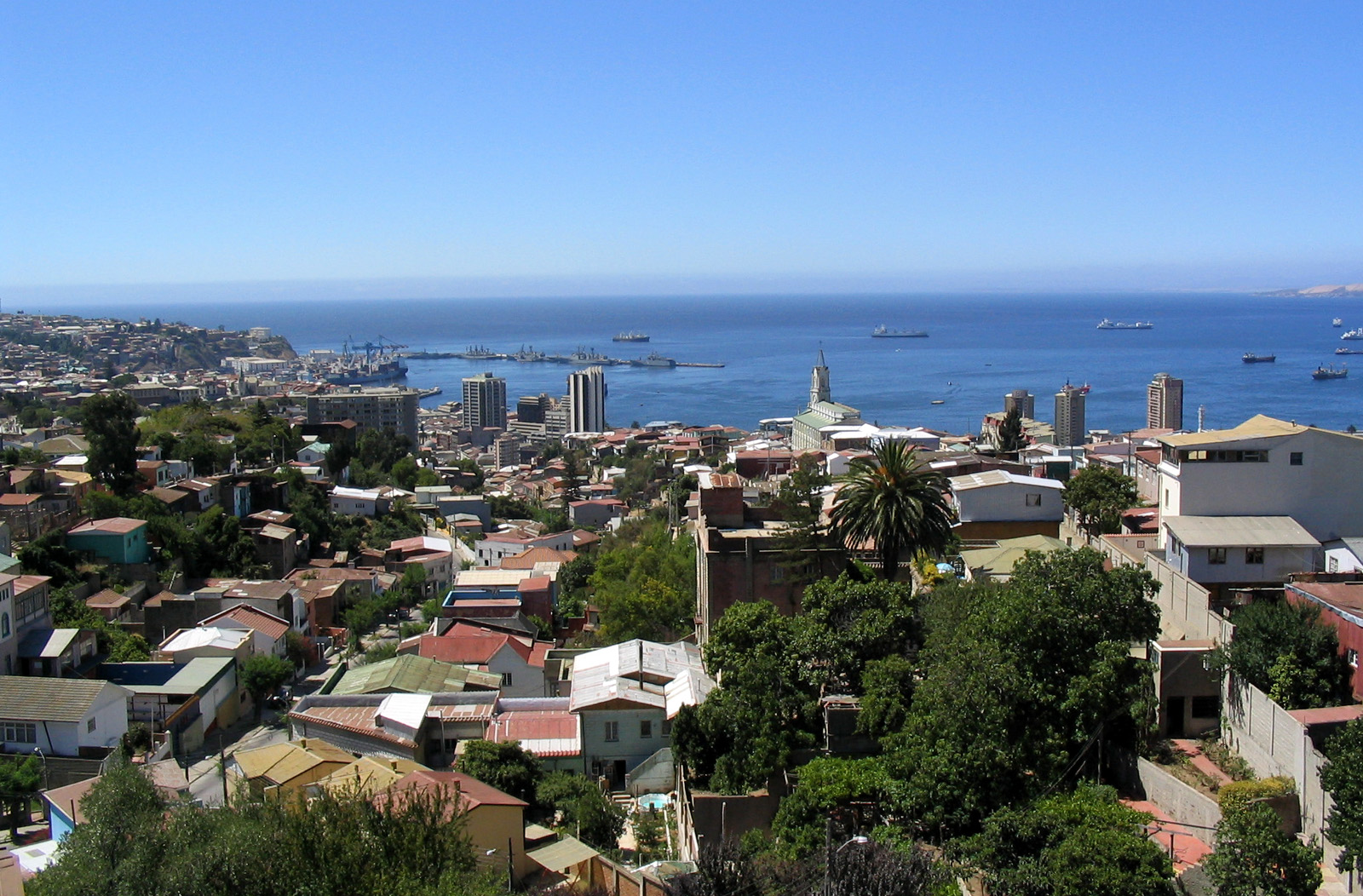
Vista de la Bahía de Valparaíso desde el mirador de la casa.

La construcción original tenía cuatro pisos, al que Neruda agregó un altillo sin poder contener su afán de constructor. Aunque al comprarla en obra gruesa las formas no le pertenecen al poeta, en su interior hay señales elocuentes de su gusto, de su impenitente búsqueda de una ornamentación personal. A medida que se sube por las estrechas escaleras, el mar va adquiriendo más y más presencia, ofreciendo una espléndida vista a la bahía y a la costa que se pierde hacia el norte y manteniendo siempre otra mirada hacia los cerros poblados del puerto.
Esta casa estrecha está llena de rincones interesantes, de objetos y cuadros: un retrato de su admirado Lord Cochrane, colecciones de platos con globos aerostáticos, muchos mapas, antiguas marinas, vitrales, un pájaro embalsamado traído de Venezuela, una espléndida sopera italiana con la forma de una vaca, que se usaba para los ponches, un cuadro que es a su vez caja de música y reloj, y paredes pintadas en rosados, azules, amarillos, verdes, solferinos. Y además de los grandes ventanales, claraboyas de barco que miran hacia tierra.
Como se dice en el decreto por el cual es declarada Monumento Nacional, «el exterior de la casa se caracteriza por poseer una variedad de formas, colores y alturas, diseños originados en ideas que Pablo Neruda tuvo para sus diversas partes, incorporándole a la vivienda elementos como ventanas, escaleras, claraboyas, pasamanos, puertas y quincallerías, que fueron otorgando cualidades únicas a cada espacio».

## Poema
Neruda le dedicó unos versos titulados A la Sebastiana, en que habla de su construcción.